# Mléčný tuk

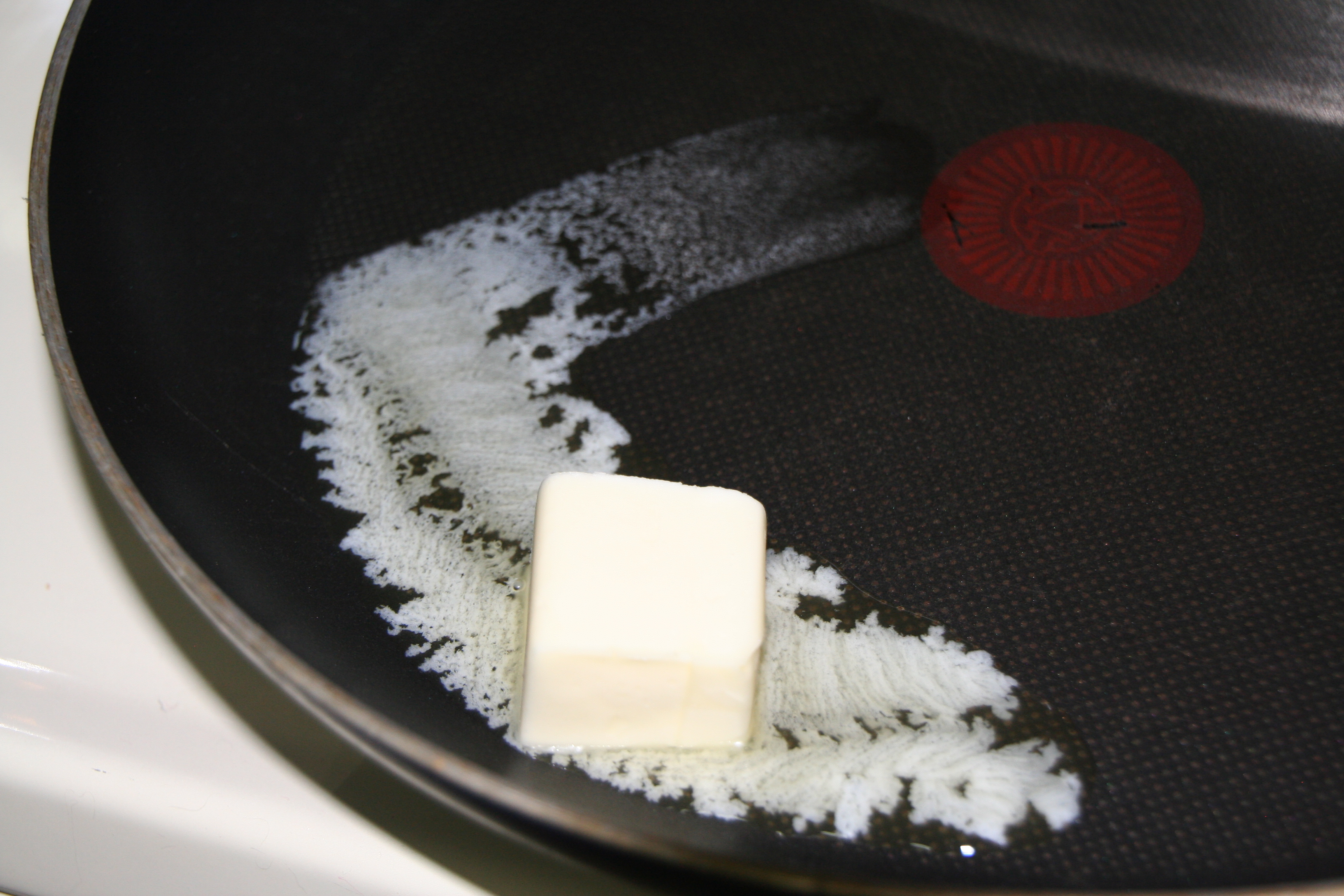
Máslo obsahuje běžně 82 % tuku, hlavně toho mléčného.

Běžně konzumovaný mléčný tuk v kravském mléce a mléčných výrobcích obsahuje širokou škálu mastných kyselin.
Mléčný tuk se vyznačuje velmi dobrou stravitelností, která je dána vyšším obsahem mastných kyselin s krátkým a středně dlouhým řetězcem. Mléčný tuk je zdrojem energie a taktéž poskytuje v tuku rozpustné vitamíny A, D, E a K.

## Složení
Složení mléčného tuku má komplikovanou strukturu. Základními složkami jsou mono-, di- a triacylglyceroly, volné mastné kyseliny, steroly, estery sterolů, fosfolipidy a v tucích rozpustné vitamíny A, D, E a K.
Mléčný tuk se od ostatních tuků živočišného původu odlišuje zejména vyšším obsahem mastných kyselin s krátkým uhlíkatým řetězcem.
Mléčný tuk je dobře vstřebatelný. Příjem mléčného tuku by ovšem neměl být příliš vysoký.

## Mateřské mléko
Mateřské mléko obsahuje zhruba 3–5 % mléčného tuku, což činí polovinu energetického příjmu kojence. V kojenecké výživě se doporučuje využívat kombinaci živočišných i rostlinných tuků.

## Náhradní výživa
Děti, které nemohou být kojeny mateřským mlékem, musí získávat energii a živiny prostřednictvím náhradní mléčné výživy. Někteří výrobci mléčné výživy pro kojence přidávají mléčný tuk do svých výrobků. Do těchto výrobků není třeba pro zvýraznění mléčné chuti přidávat mléčné aroma.